# Voo United Airlines 409
O voo United Airlines 409 foi um serviço regular entre Nova Iorque e São Francisco, com escalas em Chicago, Denver e Salt Lake City. Em 6 de outubro de 1955, o Douglas DC-4 que operava a rota, com prefixo N30062, caiu no Medicine Bow Peak, perto de Laramie, Wyoming, matando todas as 66 pessoas a bordo (63 passageiros e três tripulantes). Entre as vítimas estavam cinco mulheres do Mormon Tabernacle Choir e militares. Na época, foi o acidente aéreo com mais mortes na história da aviação comercial estadunidense. No início daquele ano, em 22 de março, outras 66 vidas foram perdidas no Havaí na queda de uma aeronave militar Douglas R6D-1 Liftmaster da Marinha, e outras 66 pessoas morreram na colisão aérea de dois Fairchild C-119 Flying Boxcar da Força Aérea dos Estados Unidos na Alemanha Ocidental em 11 de agosto, sendo os três piores acidentes aéreos de 1955.